# Basibasy
Basibasy is een plaats en commune in het zuiden van Madagaskar, behorend tot het district Morombe, dat gelegen is in de regio Atsimo-Andrefana. Tijdens een volkstelling in 2001 telde de plaats 12.000 inwoners.
De plaats biedt enkel lager onderwijs aan. 55% van de bevolking werkt als landbouwer en 43% houdt zich bezig met veeteelt. Het belangrijkste landbouwproduct is rijst; overige belangrijke producten zijn mais en maniok. Verder is 2% actief in de dienstensector.